# مشروع جينوم الشمبانزي

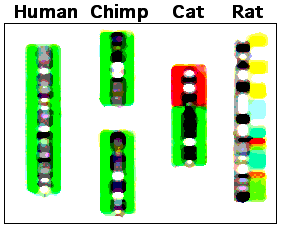
مقارنة بين كروموسوم 2 عند البشر وكروموسومي 2a و 2b عند الشمبانزي.

مشروع جينوم الشمبانزي (بالإنجليزية: Chimpanzee Genome Project)‏ هو مشروع لتعيين تتابع الجينات في دنا الشمبانزي ؛ أو بمعنى أكثر دقة تعيين تتابع أزواج القواعد في جميع كروموسومات الشمبانزي. بعد انتهاء العلماء من مشروع الجينوم البشري الذي تم في عام 2003 بعد ان استغرق البحث والتدقيق فيه نحو 15 عاما، بدأ العلماء يهتمون بجينوم الشمبانزي والرئيسيات الأخرى بقصد المقارنة بينها. وأمل العلماء من ذلك أن يصبح في المقدور تفسير الوضع المتميز للإنسان من بين المخلوقات، وذلك عن طريق مقارنة الجينات.

## بداية مشروع جينوم الشمبانزي
وجد أن كروموسومات الإنسان تشبه كروموسومات الشمبانزي . والفرق الأساسي هو اختلاف عدد الكروموسومات في كليهما، وكذلك بالنسبة إلى القرود العليا. لدى الإنسان في نوية خلاياه الجسمية 23 زوج من الصبغيات (كروموسومات). بينما للقرود العليا ومن ضمنها الشمبانزي لها 24 زوج من الكروموسومات.
ويشير تطور الإنسان إلى أن أثنين من كروموسومات القرود العليا قد تلاحمت عند طرفيها حيث توجد التيلوميرات ، ونتج عن التلاحم كروموسوم 2 الطويل لدى الإنسان. كما توجد 9 من الاختلافات بين كروموسومات الشمبانزي وكروموسومات الإنسان: فقد وجدت أجزاء كروموسومات معكوسة في كروموسومات البشر : كروموسوم 1 ، وكروموسوم 4 ، وكروموسوم 5 ، و كروموسوم 9 ، و كروموسوم 12 ، وكروموسوم 15 ، و كروموسوم 16 ، و كروموسوم 17 ، و كروموسوم 18 .
وبعد الانتهاء من تعيين مشروع الجينوم البشري ، قرر العلماء البدء في مشروع جينوم الشمبانزي .وقد تم تحليل ابتدائي لـ 7600 جين في ديسمبر 2003 ، وهي توجد مشتركة بين جينوم الإنسان وجينوم الشمبانزي، مما يشير إلى وجود اختلافات، مثلا في معامل ترجمة الجين FOXP2، وهو المسؤول عن مقدرة الكلام لدى البشر ؛ فهو مختلف في الإنسان عنه في الشمبانزي. كما استكشفت عدة تغييرات خلال التطور بالنسبة إلى قدرة السمع لدى الإنسان، تشير إلى انتقاء متعلق باللغة لدى الإنسان . ووجد أن الاختلافات بين الإنسان والشمبانزي تبلغ عشرة اضعاف الجينوم الموجودة بين شخص وشخص أخر من البشر .

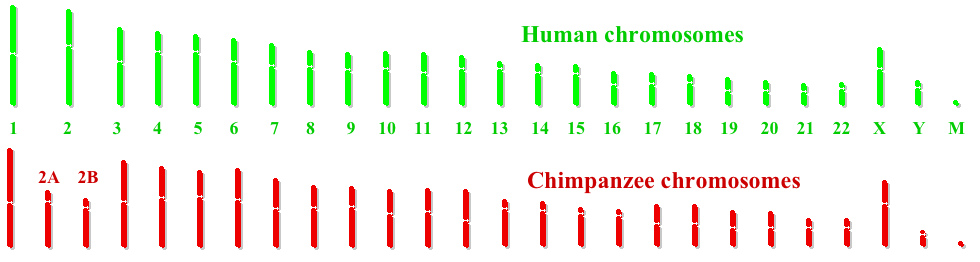
كروموسومات الإنسان وكروموسومات الشمبانزي. M : تعني دنا متقدرة. يلاحظ إلتحام كروموسوم 2 أ و 2 ب للشمبانزي، لإنتاج كروموسوم 2 البشري.

## تتابع الجينوم الأولي للشمبانزي
نشرت التحليلات الأولية لجينات للشمبانزي في مجلة «نيتشر» العلمية بتاريخ 1 سبتمبر 2005. وقامت بها مجموعة من الباحثين من المعهد الوطني لأبحاث الجينوم البشري بعمل بالاشتراك مع المعهد الوطني للصحة. ونشرت المقالة نبأ الانتهاء من مسودة تتابع الجينات في الشمبانزي. وسجلت في قاعدة بيانات خاصة بها 
ووجد بعد ذلك بعض الاختلافات بين جينات الشمبانزي وجينات الإنسان، وهي تنقسم إلى 35 مليون اختلاف بالنسبة لتغير نوكليوتيد واحد (طفرة) ، وخمسة ملايين من الطفرات، إما حدثت خلالها إزالة أو إضافة، وعلاوة على ذلك وجدت في بعض التوزيعات في الكرومسومات . معظم التغيرات في تتابع الجينات بين الإنسان والشمبانزي هي من نوع التكرار (تضاعف الجينات).الاختلافات الناتجة عن تعويض زوج قاعدي أوحد تمثل نحو نصف التغيرات الناتجة من تضاعف الجينات.
البروتينات المتماثلة في الشمبانزي والإنسان تختلف في المتوسط في إثنين من الأحماض الأمينية فقط . وتتماثل البروتينات بنسبة 30% في الإنسان وفي الشمبانزي في تتابعها على الكروموسوم بالمقارنة ببروتينات الشمبانزي. وكما ذكرنا أعلاه، تنشأ معظم التغيرات في الجينات بين الإنسان والشمبانزي أثناء تضاعف الجينات، حيث 7و2 % من الجينوم تمثل اختلافات نتجت عن عملية تضاعف الجينات
, gene duplications أو مفقودات (إزالات) deletions حدثت أثناء التطور خلال نحو 6 ملايين سنة. ، أي منذ أن تفرع الإنسان والشمبانزي من أجدادهم في التطور. التغيرات المماثلة التي حدثت بالنسبة لمجموع البشرية تمثل نحو 5و0 % فقط.

## الجينات عند التحامالكروموسوم 2

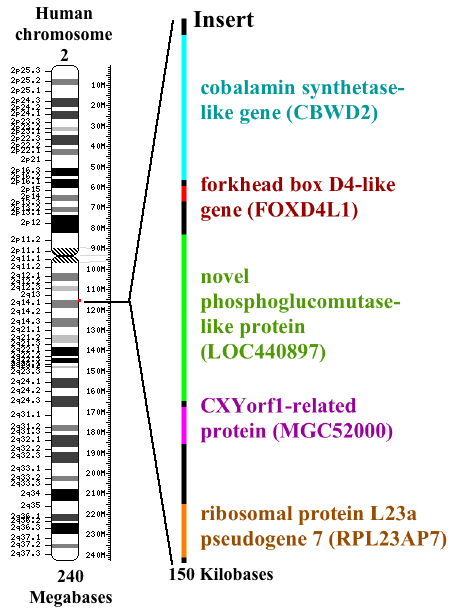
شكل يوضح منطقة التحام الصبغيين 2A و 2B والجينات المضافة في تلك المنطقة.

تشير نتائج مشروع جينوم الشمبانزي أنه عندما إلتحمت كروموسومات السلف 2A و 2B فأنتجت الكروموسوم 2 لدى البشر، أنه لم يحدث فقد أو خلل في الطرفين . 2A و 2B. وتوجد عن منطقة الالتحام نحو 150.000 من الأزواج القاعدية للتابع التي لا توجد في كروموسومي الشمبانزي 2A و 2B.
كما توجد ربطات إضافية من تضاعفات الجينات PGML/FOXD/CBWD موزعة في الجينوم البشري، وعل الأخص بالقرب من النهاية p لكروموسوم 9.
هذا يشير إلى أن نسخا من تلك الجينات قد اتصلت بنهايات الصبغيين 2A أو 2B في السلف قبل حدوث الالتحام. ويبقى السؤال مفتوحا ويحتاج إلى مزيد من الدراسة عن ما إذا كانت تلك الإضافات الجينية مهدت السبيل للارتقاء بالإنسان.
- الجين PGMLالموجود في صبغي 2 عند الإنسان ليس كاملا وربما لا يكون له عامل نسخ.[6]
- والجين FOXD هو مثال لجين بلا إنترون . وظيفته ليست معروفة تماما وربما يكون شفرة لنسخ بروتين تنظيمي.
- والجين CBWD : كوبلامين سينثيتاز Cobalamin synthetase أصله إنزيم بكتيري يصنع فيتامين بي 12.

كان يوجد في الماضي البعيد سلف للقرود والفئرات ويحوي جينومها على جين كوبلامين سينثيتاز . وأما الإنسان ففيه عدد غير عادي من جينات أشباه الكوبلامين سينثيتاز cobalamin synthetase-like genes ، من ضمنها ما يوجد في الكروموسوم2 . إلأا أن وظيفة هذا الجين غير معروفة وتستحق المزيد من البحث والدراسة. فإذا كان هذا الجين بدخل في عملية إنتاج فيتامين بي12 في الجسم فقد يكون ذلك أحد مكاسب تطور الإنسان.
ومن التغيرات الملحوظة في إنسان هو تضخم الدماغ بع الولادة عنها بالنسبة لصغار القرود . ويلعب فيتامين بي 12 دورا هاما في تطور الدماغ ؛ ويتسبب نقص فيتامين بي 12 أثناء تطور الدماغ في اختلال شديد في أعصاب مواليد الإنسان.
- البروتين CXYorf1-like protein : وهو موجود أيضا بالقرب من طرف الكروموسوم 9p الموجود فيه الجينات PGML/FOXD/CBWD .
- كثير من البروتينات الريبوسومية مثل L23a و الجينات الكاذبة نجدها متناثرة كروموسومات الإنسان.

## اقرأ أيضا
- مشروع الجينوم البشري
- صبغي 2 (إنسان)
- FOXM1
- جين كاذب